# Matrice ungueale
Nell'anatomia umana, la matrice ungueale  è una componente dell'unghia.

## Anatomia
Ha la forma di ferro di cavallo, situata prossimalmente e nascosta dalla cuticola, la si può osservare interamente solo durante gli interventi chirurgici, si ritrova sopra la metà distale della terza falange delle dita.

## Funzioni
La matrice è la responsabile della crescita dell'unghia.

## Patologia
Nel caso di distrofia ungueale, quando la matrice è interessata tutta la lamina risulta rovinata.